# Fantasy Records : série 3- / 10 " et série 3- / 12 "
La série 3- / 10 " et Série 3- / 12 " est une nomenclature de référence des disques LP 33™ (10 ou 12") parus sous le label Fantasy Records. La numérotation est en principe chronologique par ordre de parution.

## Fantasy Records: SérieFantasy 3- / 10 "etFantasy 3- / 12 "
Elle est entrée en fonction en 1949. Elle fut d'abord consacrée à l'édition des disques enregistrés par Dave Brubeck en trio ou en Octet. Puis, peu à peu, sous le regard bienveillant de Dave Brubeck qui donne son avis aux 2 frères Max Weiss et Sol Weiss, de nouveaux artistes vont être signés et enregistrés.
Pour certains albums, il existe des tests de pressage avec des numéros de série déjà utilisés pour d'autres artistes.

## Catalogue discographique paru sous ce label

### Année 1949: Disques LP 25cm (ou 10")
- Fantasy 3-1 : Dave Brubeck - Distinctive Rhythm Instrumentals: The Dave Brubeck Trio
- Fantasy 3-2 : Dave Brubeck - Distinctive Rhythm Instrumentals: The Dave Brubeck Trio

### Année 1950: Disques LP 25cm (ou 10")
- Fantasy 3-3 : Dave Brubeck - Distinctive Rhythm Instrumentals: The Dave Brubeck Octet
- Fantasy 3-4 : Dave Brubeck - Distinctive Rhythm Instrumentals: The Dave Brubeck Trio

### Année 1951: Disques LP 25cm (ou 10")
- Fantasy 3-5 : Dave Brubeck - The Dave Brubeck Quartet
- Fantasy 3-6 : Gerry Mulligan - The Gerry Mulligan Quartet

### Année 1952: Disques LP 25cm (ou 10")
- Fantasy 3-7 : Dave Brubeck - The Dave Brubeck Quartet
- Fantasy 3-8 : Dave Brubeck & Paul Desmond - Jazz At Storyville
- Fantasy 3-9 : Cal Tjader - The Cal Tjader Trio

### Année 1953: Disques LP 25cm (ou 10")
- Fantasy 3-10 : Charlie Mariano - Charlie Mariano
- Fantasy 3-11 : Dave Brubeck - Jazz At Oberlin
- Fantasy 3-12 : Red Norvo - Trio
- Fantasy 3-13 : Dave Brubeck - Jazz At The College Of The Pacific

### Année 1954: Disques LP 25cm (ou 10")
- Fantasy 3-14 : Nat Pierce - Herdsman
- Fantasy 3-15 : Odetta & Larry Mohr - Odetta And Larry
- Fantasy 3-16 : Dave Brubeck - Old Sounds From San Francisco (matériel de 1946/1948)
- Fantasy 3-17 : Cal Tjader - Plays Afro-Cuban : Ritmo Caliente
- Fantasy 3-18 : Cal Tjader - Tjader Plays Mambo
- Fantasy 3-20 : Dave Brubeck & Paul Desmond - Jazz Interwoven
- Fantasy 3-21 : Paul Desmond	- Desmond

### Année 1954: Disques LP 33cm (ou 12")
- Fantasy 3-19 : Red Norvo - Trio